# Albert Keil
Albert Ludwig Georg Keil (* 3. November 1911 in Gießen; † 23. Dezember 1980 in Zorneding (Oberbayern)) war ein deutscher Biologe, Zahnarzt und Hochschullehrer an der Universität Gießen.

## Leben und Werk
Albert Keil studierte ab 1930 in Gießen und in Königsberg Naturwissenschaften (Hauptfach Biologie). Er war Mitglied des „Jungdeutschen Ordens“ und trat im November 1933 der SA bei. Im Zoologischen Institut der Hochschule Gießen wurde er 1934 unter Wilhelm J. Schmidt mit einer Arbeit über „Doppelbrechung und Feinbau des menschlichen Zahnbeins“ zum Dr. phil. promoviert. Am 24. März 1937 heiratete er in Gießen Milly Petry.
Am 16. November 1939 beantragte er die Aufnahme in die NSDAP und wurde zum 1. Februar 1940 aufgenommen (Mitgliedsnummer 7.466.241).
Inzwischen studierte er in Berlin bei Hermann Schröder, Georg Axhausen, Otto Hofer und Eugen Wannenmacher Zahnmedizin und wirkte in Schröders „Arbeitsgemeinschaft für Kariesforschung und Kariesbekämpfung“ mit. In Berlin wurde er 1941 zum Dr. med. dent. promoviert mit einer Dissertation über „Grundzüge der Zahnforschung bei den Wirbeltieren und beim Menschen“.  Seinem Mentor Hermann Schröder gewidmet, wurde die Arbeit 1942 im Auftrag der Arbeitsgemeinschaft auch in Buchfassung publiziert. Darin konnte er sich Schröders Enthusiasmus bezüglich der Kariesprophylaxe mit Fluoriden allerdings nicht vorbehaltlos anschließen. Er verwies auf Robert Klement, der die Bedeutung des Fluorids gering einschätzte und in der Bildung von Fluorapatit aus Hydroxylapatit eher einen Entgiftungsmechanismus sah, bei dem Fluorid vor allem in die Hartgewebe eingelagert und daraus nur langsam wieder freigesetzt wird. Nach Schröders Tod setzte er unter Leitung von Hermann Euler in Zusammenarbeit mit dem Chemiker Rudolf Wohinz die von Schröder eingeleitete Kariesforschung eine Zeit lang fort. Mitte der 1940er Jahre war Keil als Zahnarzt in Gießen-Wieseck in eigener Praxis und zeitweise schulzahnärztlich tätig.
Anfang 1948 ergab sich für ihn eine Möglichkeit, die einst in Berlin begonnene Kariesforschung an der Hochschule Gießen weiterzuführen. Seit 1947 wurde dort die Gründung einer „Akademie für medizinische Forschung und Fortbildung“ vorbereitet, die ihre „Hauptaufgabe in der Fortbildung der approbierten Ärzte sieht und nur in beschränktem Maße Studierende aufnehmen kann.“ Ein Zahnärztliches Institut unter Leitung von Keil existierte vorerst nur auf dem Papier. Mangels Räumlichkeiten wurde im Zoologischen Institut ein Labor für Keil eingerichtet. Im Zusammenhang mit der offiziellen Eröffnung der Akademie veranstaltete die ebenfalls neu gegründete Landeszahnärztekammer Hessen zusammen mit der Hessischen Ärztekammer am 2. und 3. April 1949 in Gießen eine Fortbildungsveranstaltung, bei der das Thema Kariesprophylaxe mit Fluoriden thematisiert wurde. Albert Keil war Leiter der Veranstaltung, bei der unter anderem Hans Heuser, Hertha Hesse, Adolf Knappwost, Friedrich Proell und Keils Mentor W. J. Schmidt ihre Erkenntnisse präsentierten.
Im Jahr 1951 wurde Keil zum Direktor des Zahnärztlichen Instituts ernannt. Die venia legendi wurde mit Wirkung vom 25. Juli 1953 erteilt, nachdem er sich mit einer Arbeit zur „Polarisationsmikroskopie erkrankter und anomaler Zahngewebe“ habilitiert hatte. Die Ernennung zum außerplanmäßigen Professor erhielt er 1961. Ab Januar 1957 stand er dem wissenschaftlichen Beirat des Kariesforschungsinstituts der Universität Mainz vor, das unter der Leitung von Martin Herrmann und Hans-Diedrich Cremer arbeitete. Ein besonderes Anliegen war ihm 1972 im Rahmen einer anvisierten Ausbildungsreform eine Stoffsammlung Biologie für Zahnmediziner, die den Studenten der Zahnmedizin allgemein in Fragen der Biologie urteilsfähiger machen sollte. Er wurde 1976 entpflichtet und war 1978 als Zahnarzt in Grebenhain tätig.
In die Schlagzeilen geriet er 1976, als die Mitgliederversammlung des zwei Jahre zuvor gegründeten Deutschen Patientenschutzbunds ihren Präsidenten, „den Gießener Zahnmediziner Professor Dr. Albert Keil“, kurzerhand absetzte. Ihm wurden Schädigung des Vereins und Verdacht der Veruntreuung von Vereinsgeldern vorgeworfen. Ferner soll er persönliche Krankenakten von Mitgliedern an sich genommen haben. Vom Landgericht Köln wurde 1977 gegen ihn ein Zwangsgeld von 10.000 DM verhängt und die Herausgabe der Krankenakten angeordnet.

## Publikationen (Auswahl)
- 1934 Über Doppelbrechung und Feinbau des menschlichen Zahnbeins. In: Zeitschrift für Zellforschung. Band 21, S. 635.
- 1936 Der Feinbau der Zähne. In: Umschau. Band 40, S. 546.
- 1944 Körperstoffwechsel und Zähne. In: Zahnärztliche Rundschau. Band 53, S. 193.
- 1956 Anatomie und Pathologie der Zahnhartsubstanzen im Lichte neuerer mikroskopischer Forschungsergebnisse. In: Deutsche Zahn-, Mund- und Kieferheilkunde. Band 25, 1956, S. 177.
- 1964 Über Mikrohärte und Fluorgehalt von Dentin und Zement. In: Deutsche Zahnärztliche Zeitschrift. Band 19, S. 201.
- 1966 Grundzüge der Odontologie. Allgemeine und vergleichende Zahnkunde als Organwissenschaft. 2. erweiterte Auflage, Bornträger, Berlin.
- 1971 Wissenschaftliche Schriften. 1934–1971. Guntrum, Schlitz / Hessen.

## Ämter, Ehrungen, Auszeichnungen
- 1948 Gründungsmitglied des internationalen Comité de Standardisation de la Technique Anthropologique (C. S. T. A.).[1]
- 1956 Vorsitzender des wissenschaftlichen Beirats des Kariesforschungsinstituts der Universität Mainz.[1]
- 1966 Gutachter für Zahnprothetik für den Kreis Friedberg.[21]
- 1968 Mitglied im neu konstituierten Unterausschuss „Zahnheilkunde“ des Gründungsausschusses der Medizinischen Hochschule Hannover.[22]